# La Ballade des Dalton et autres histoires
Cet article possède un paronyme, voir La Ballade des Dalton (homonymie).
La Ballade des Dalton et autres histoires  est le 55e album (mais il porte le no 24, l'éditeur ayant changé entretemps) mettant en scène le personnage de Lucky Luke, sorti en 1986. Cet album reprend d'anciennes histoires jamais publiées en format album standard auparavant. De ce fait, un œil observateur s'apercevra que si Lucky Luke a troqué sa cigarette contre un brin d'herbe depuis trois albums, il a de nouveau celle-ci à la bouche tout le long des aventures de cet album du fait de l'ancienneté des histoires. Ce sera vraiment le dernier album où il fume puisqu'il retrouvera aussitôt sa brindille d'herbe dès le tome suivant et, cette fois-ci, définitivement. 

## Résumés

### La Ballade des Dalton
Scénario : Retranscription du dessin animé de 1978 La Ballade des Dalton d'après René Goscinny. Le dessin est de Pascal Dabère  d'après Morris. Cette histoire est parue d'abord en 1978 sous forme de petit album de la collection 16/22 (T43) chez Dargaud. Elle a été prépubliée dans le magazine Spirou du no 2118 au no 2123 et, simultanément avec l'album 16/22, dans Pif Gadget (500 à 502) et dans Le Parisien Libéré.
Malgré leur détention, les frères Dalton héritent de leur oncle Henry. Un très gros magot est à la clé. Mais une clause stipule que les futurs héritiers doivent mettre fin aux jours des jurés et du juge qui ont condamné Henry Dalton. Le dernier souhait testamentaire désigne Lucky Luke comme seul homme assez honnête pour attester de la bonne marche à suivre.

### Un amour de Jolly Jumper
Scénario de Greg. Dessins du studio Dargaud. Cette BD fut publiée pour la première fois en 1978 dans le magazine Spirou no 2117. Reprise dans la collection 16/22 (T72) en 1980.
Jolly Jumper semble traverser une période de dépression. En route pour montrer son cheval à un psychiatre, Lucky Luke s'arrête chez son ami Buck Morgan.

### Grabuge à Pancake Valley
Scénario et dessins de Morris. Cette histoire date de 1955, elle est parue dans le journal Risque Tout no 5. En 1980, elle est publiée dans l'album no 72 de la collection « 16/22 ». Pour l'occasion, Morris la redessine par endroits pour ne pas avoir trop de décalage au niveau du graphisme.
On a volé Jolly Jumper. Lucky Luke part à sa recherche.

### L'École des shérifs
Dessins et scénario du studio Dargaud. Cette BD paraît dans l'album format 16/22 no 43 en 1978. Elle sera reprise dans Pif Gadget no 506 en décembre 1978 sous le titre: Les apprentis shérifs.
Le pays manque de shérifs et les sept élèves de l'école sont incapables de tenir une arme. Lucky Luke va les aider à s'améliorer.

## Source
- www.lucky-luke.com, « Lucky Luke » (consulté le 16 août 2008)
- www.bedetheque.com, « Lucky Luke » (consulté le 16 août 2008)